# Preda Brâncoveanu
Preda Brâncoveanu (d. 1658) a fost tatăl lui Papa Brâncoveanu, deci bunicul patern al lui Constantin Brâncoveanu. El era fiul lui  David Brâncoveanu și al Mariei, vara lui Matei Basarab. Era marele vornic din Brâncoveni în 1656 și Vel-Ban în 1658. Fiind nepotul lui Ivașco Golescu, avea o întăritură peste moșia Golești. El mai avea o soră, Stana. În august 1658 a fost asasinat de Mihnea al III-lea, care credea că complotează împotriva sa, iar averile i-au fost confiscate.